# Els àngels de l'infern
 Els àngels de l'infern  (original: The Wild Angels) és una pel·lícula estatunidenca dirigida per Roger Corman, estrenada el 1966. Va revelar l'actor Peter Fonda, futur heroi de la contracultura americana a Easy Rider. Ha estat doblada al català.

## Argument
Blues és el cap d'una banda de motards. Per recuperar la moto del seu amic Loser, la banda ataca una banda rival de motoristes mexicans. L'enfrontament alerta la policia i té lloc una persecució entre Loser, qui ha tingut la mala idea de picar una moto de policia, i les forces de l'ordre...

## Repartiment
- Peter Fonda: Heavenly Blues
- Nancy Sinatra: Mike/Monkey
- Bruce Dern: Joe Kearns/Loser
- Diane Ladd: Gaysh
- Buck Taylor: Dear John
- Norman Alden: Metge
- Michael J. Pollard: Pigmey
- Lou Procopio: Ajudant
- Joan Shawlee: Momma Monahan
- Marc Cavell: Frankenstein
- Coby Denton: Bull Puckey
- Frank Maxwell: el sacerdot
- Gayle Hunnicutt: Suzie
- Art Baker: Thomas/Mortician

## Impacte i influència
El crític cinematogràfic Leonard Maltin diu que dona per bona Els àngels de l'infern després de beure's aproximadament 24 cerveses. Va obrir el Festival de Cinema de Venècia el 1966, amb una resposta tèbia. Corman afirma que Els àngels de l'infern va ser la dotzena pel·lícula que va aconseguir més beneficis el 1966, guanyant 5 milions i mig de dòlars.
Mentre feia la promoció d'una altra pel·lícula de contracultura dels anys 1960, The Trip, Fonda va concebre la pel·lícula Easy Rider, però cadascú amb la seva pròpia motocicleta.
Els àngels de l'infern té un impacte petit però durador en unes quantes bandes de rock indie. Davie Allan and the Arrows es marca un èxit amb el "Blues Theme" instrumental que obre aquesta pel·lícula. La banda de música punk Kill Cheerleader presenta Fonda amb la seva bicicleta a la coberta de seu EP Gutter Days.
Loaded de Primal Scream, Fuck Me I'm Rich de Mudhoney, Dear God de Evil's Toy surten al funeral de Loser a Easy Rider:
| « | Volem ser lliures! Volem ser lliures de fer el que volem fer! Volem ser lliures per conduir. I volem ser lliures d'anar amb les nostres màquines sense ser emprenyats per L'Home. I volem tenir un bon dia! I això és el que farem. Tindrem un bon dia. Farem una festa! | » |

## Premis i nominacions

### Nominacions
- 1966. Lleó d'Or